# Ваза (корабль)
«Ва́за» (также «Ва́са», швед. Vasa, Wasa; шведское произношение [²vɑːsa]) — шведский боевой корабль, спущенный на воду летом 1628 года. Своё название этот линейный корабль получил в честь царствовавшей в то время династии шведских королей Васа.
Будучи одним из самых крупных и дорогостоящих боевых кораблей шведского флота, «Ваза» должен был стать его флагманом, однако из-за конструктивных ошибок корабль опрокинулся и затонул в своём первом выходе из Стокгольмской гавани 10 (20) августа 1628 года. В 1961 году корабль был поднят, законсервирован, подвергнут реставрации и в настоящее время экспонируется в специально построенном для него музее. «Ваза» — единственный в мире сохранившийся парусный корабль начала XVII века.
Длина корпуса «Vasa» — 69 м, а его ширина — 11,7 м. На борту корабля предусматривалось размещение 64 пушек.

## Подписание контракта
В первой четверти XVII столетия амбициозный король Швеции Густав II Адольф стремился к контролю над Балтийским морем. В 1620-х годах он выработал план обширных завоеваний, для чего требовал строить больше океанских кораблей и отливать для них больше бронзовых пушек. Также он намеревался получить на вооружение корабли нового типа, с двумя протяжёнными орудийными палубами и более тяжёлыми орудиями, которые превосходили бы боевые корабли прочих морских держав и служили бы флагманскими. Первая попытка создания таких кораблей в 1619 году оказалась неудачной. В 1624 году король распорядился построить два корабля нового класса, вооружённых новым типом артиллерии. Для их строительства была выбрана стокгольмская военно-морская верфь, расположенная на острове (сейчас полуостров) Блазиехольмен в центре города.
Осенью 1624 года шведские риксадмирал Карл Карлссон Юлленъельм и вице-адмирал Клас Ларссон Флеминг вместе с голландским мастером-кораблестроителем Хенриком Хюбертссоном де Гроотом, уже работавшем на стокгольмской военно-морской верфи, получили задание от короля Густава II Адольфа разработать пятилетний план по строительству и техническому обслуживанию шведского флота. 23 декабря 1624 (2 января 1625) был подписан предварительный контракт Хенриком Хюбертссоном де Гроотом с Адмиралтейством, а 10 (20) января 1625 Хенрик и его брат Арент де Гроот подписали окончательный вариант контракта с королём. Согласно контракту, оба брата должны были построить два малых и два крупных корабля. Большими были «Тре крунур» («Три короны»), завершённый осенью 1625, и «Ваза», сошедший со стапелей в заливе Нюбрувикен в конце 1627 года.
Конечно, флагман «Ваза» был задуман и создан прежде всего как «машина войны» и являлся техническим воплощением шведской идеи господства на Балтике. Предполагалось, что он сможет победить любой корабль и при этом установит новые стандарты огневой мощи. Но также «Ваза» задуман был и в качестве «морского символа» величия Швеции и побед короля Густава II Адольфа.

## Постройка
По замыслу короля, новый корабль должен был стать флагманом Шведского королевского флота, самым крупным и самым тяжеловооружённым кораблём из всех, имевшихся в распоряжении стран, располагавших выходом к Балтике. В том же году для постройки корабля было срублено около 16 гектаров дубового леса, то есть более тысячи деревьев.
Непосредственно работы по постройке корабля начались весной 1626 года под руководством нидерландского мастера Хюбертссона на верфи военного флота Блазиенхольмен близ Стокгольма. При этом деятельное участие в постройке «Вазы» принимал сам король. В частности, он лично утверждал размеры и состав вооружения будущего флагмана своего флота. На постройке было занято более 400 человек. Тогда же для «Вазы» начали отливать бронзовые пушки.
Уже при постройке «Вазе» было присвоено звание «королевского корабля», что подчёркивало его особый статус. Корпус корабля богато украшался позолоченными и раскрашенными резными скульптурами. К созданию «Вазы» были привлечены лучшие работники — плотники, пильщики, кузнецы, столяры, маляры… Новый корабль вызывал восхищение и гордость у жителей Стокгольма. С не меньшим интересом следили за строительством и представители враждующих со Швецией держав. В частности, письмо датского советника в Стокгольме Эрика Краббе содержит полную и детальную информацию о вооружении «Вазы».
В 1627 году судостроитель Хенрик Хюбертссон умер. Его преемником в работе над «Вазой» стал судостроитель верфи Блазиенхольмен Хайн Якобссон. Осенью того же года корабль был спущен на воду.
К началу 1628 года «Ваза» в целом был готов. 16 (26) января, ровно через три года после заключения контракта на постройку, король Густав II Адольф посетил верфь Блазиенхольмен, осмотрел корабль и остался им доволен. К лету 1628 года «Ваза» был отбуксирован к королевскому дворцу и пришвартован там.

## Катастрофа

Карта первого плавания «Вазы». Цифрами обозначены:
1 — Верфь, где в 1626—1628 годах был построен корабль
2 — Стоянка корабля около королевского дворца летом 1628 года. Отсюда же «Ваза» отправился в первое плавание.
3 — Место гибели корабля 10 августа 1628 года.

Летом 1628 года «Ваза» стоял на швартовах напротив королевского дворца. Там на борт был принят балласт, а также пушки, порох и ядра для первого плавания.
К воскресенью 10 (20) августа всё было готово к плаванию. Погода была ясная, ветер слабый, но порывистый. На борту находилось около 100 человек экипажа, а также их семьи — женщины и дети (по случаю первого плавания предполагалось великолепное торжество, поэтому членам экипажа разрешили взять с собой членов своих семей и родственников). Целью первого плавания «Вазы» была выбрана военно-морская база Эльвснаббен к юго-западу от Стокгольма.
В гавани города собралась толпа горожан, следивших за отплытием корабля. Впрочем, для отплытия потребовалось немало времени — ветер дул с юго-запада, поэтому первые несколько сотен метров корабль приходилось вытягивать с помощью якорей. Затем, выйдя на открытое пространство, капитан корабля Сёфринг Ханссон приказал поднять четыре паруса — фок, фор-марс, грот-марс и бизань. После постановки парусов «Ваза» отсалютовал собравшимся бортовым залпом и отправился в своё первое плавание.
Когда корабль вышел на открытое пространство бухты, сильный порыв ветра наполнил паруса, и «Ваза» начал крениться на подветренную сторону, но затем выровнялся и прошёл ещё примерно 1300 метров, дойдя до острова Бекхольмен у входа в гавань Стокгольма. Там, в ста метрах от острова, новый порыв ветра снова накренил корабль, на этот раз значительно сильнее. Вода хлынула через открытые пушечные порты, корабль лёг на борт и начал тонуть с поднятыми парусами и развевающимися флагами.
На место катастрофы быстро прибыла помощь — матросы других кораблей на парусных и гребных лодках — однако к их прибытию корабль успел почти полностью уйти под воду. Спасателям оставалось лишь подобрать уцелевших в крушении и доставить на Бекхольмен и в порт Стокгольма, что и было сделано. Хотя катастрофа произошла недалеко от берега, вместе с «Вазой» погибло, по разным источникам, от 50 до 400 человек. Какое-то время корабль, погрузившись на дно, стоял ровно на киле, из-за чего над поверхностью воды виднелись верхушки мачт, но затем снова произошло смещение балласта и корабль завалился на левый борт.

## Расследование причин катастрофы
Только через две недели после трагедии новость о гибели «Вазы» достигла короля Швеции Густава II Адольфа, который находился тогда в Пруссии. Король отослал в Стокгольм депешу, в которой предполагал, что причиной гибели корабля стали глупость и невежество, требовал провести следствие и наказать виновных. Следствие велось на высшем уровне, в Шведском Государственном совете.
В ходе следствия выдвигались разнообразные гипотезы относительно причин гибели корабля: алкогольное опьянение капитана, ненадёжное закрепление пушек и т. д. Ни одна из этих версий не подтвердилась. В конце концов, следствием был сделан вывод: при проектировании корабля были допущены ошибки. Действительно, «Ваза» имел слишком высоко расположенный центр тяжести и был слишком узок. Хотя судостроители, тайно от короля, увеличили его ширину на 2,5 метра, его подводная часть по отношению к корпусу, рангоуту и артиллерии имела слишком малый вес. Это привело к неустойчивости корабля. Капитан корабля Сёфринг Ханссен сам отмечал это на следствии, однако в случае с «Вазой» предпринять было нечего: взять большее количество балласта и тем повысить остойчивость корабля не позволяла его конструкция.
Никаких результатов не принесли и допросы кораблестроителей, под руководством которых строился «Ваза». Основная сложность заключалась в том, что фактический строитель корабля Хенрик Хюбертссон умер за год до катастрофы. Ответственные за верфь, где был построен «Ваза», судостроитель Хейн Якобссон и арендатор верфи Арент де Грот поклялись в своей невиновности, указав, что корабль был построен по тем размерам, которые утвердил лично король Густав II Адольф. И на борту было то количество пушек, которое стояло в контракте.
Привлекать к следствию самого короля в Государственном совете не решились. В итоге никто не был признан виновным и никто не был осуждён за катастрофу.

## Попытки подъёма в XVII веке

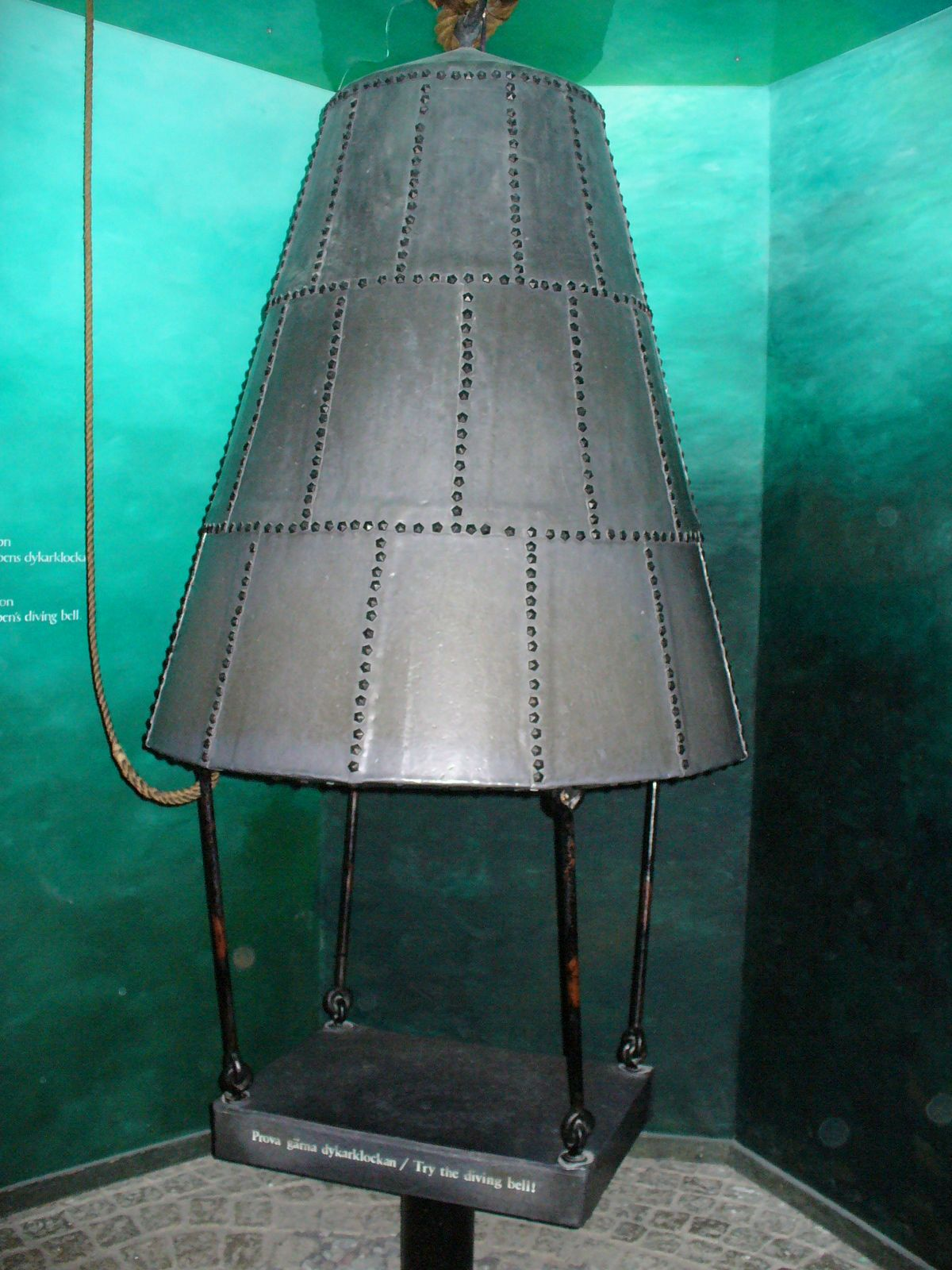
Копия водолазного колокола фон Трейлебена, использовавшегося при подъёме пушек с корабля «Ваза» в 1664—1665 годах

В течение нескольких лет после гибели «Вазы» предпринимались неоднократные попытки его подъёма. Основной причиной этих попыток была даже не ценность корабля как такового, а 64 дорогие бронзовые пушки, затонувшие вместе с ним. Проекты подъёма корабля были довольно разнообразны, однако в большинстве своём нереализуемы — лишь некоторые из предложенных вариантов действительно имели какие-то шансы на успех, потому что предлагали методики, аналогичные тем, с помощью которых корабль подняли в XX веке. 
Самая ранняя попытка подъёма была предпринята английским инженером Яном Балмером, но его действия привели к тому, что корабль стал ровно на киль, но ещё глубже увяз в иле. Была также предпринята попытка подцепить корабль якорями и протащить его волоком по дну на остров Бекхольмен, от берегов которого до места катастрофы было не более ста метров. Этот план предлагал распространённый в те времена метод, который был похож на тот, с помощью которого корабль подняли в XX веке. Затонувший корабль подцепляли якорями, от которых шли канаты к двум сильно нагруженным водяным балластом кораблям. После того, как канаты натягивали во всю длину, балласт сбрасывали и корабли приподнимались над поверхностью воды, таща за собой остов, который затем протаскивали до мелководья и заново проделывали аналогичную операцию. И так до тех пор, пока затонувший корабль не поднимался до поверхности воды. Однако успехом эта операция не увенчалась — хотя подводный вес «Вазы» был невелик, он слишком погряз в иле (впоследствии, в середине XX века, когда «Ваза» был поднят на поверхность, на нём было обнаружено свыше двух десятков якорей, которыми цепляли корабль). 
После того как попытки поднять корабль целиком ничего не дали, для подъёма пушек была снаряжена экспедиция водолазов под руководством шведа Альбректа фон Трейлебена. В их распоряжении имелся только водолазный колокол. Ситуация осложнялась тем, что корабль затонул неповреждённым. Чтобы поднять на поверхность одну пушку, водолаз должен был на дне, в полной темноте и холоде, в одиночку, используя только крюк и молот, снять весившее почти тонну орудие с лафета, вытащить его через пушечный порт и поднять на поверхность. Тем не менее, водолазы Трейлебена справились с этой сложнейшей работой — в течение 1664—1665 годов с «Вазы» были подняты 53 пушки. Ещё одну подняли в 1683 году. На этом спуски на «Вазу» в XVII веке были прекращены. Показательно, что в середине XX века водолазу, располагающему современным оборудованием для подводных работ и осветительными приборами, для подъёма на поверхность одной пушки потребовался целый день.
Пролежав на дне 333 года, корабль подвергся воздействию ряда различных разрушительных сил, основными из которых были деградация и эрозия. Первыми подверглись разрушению множество деревянных скульптур из внешнего декора (большинство из них из-за подводных течений сточились до неузнаваемости), большая часть кормового замка (все его боковые галереи в конечном итоге отвалились от борта) и железные болты, скреплявшие «Вазу». Практически всё железо на корабле проржавело за первые же несколько лет после катастрофы, а от более крупных железных предметов, таких как пушечные ядра, остался только уголь, что в свою очередь позволило сохранить форму этих предметов. Из человеческих останков все мягкие ткани были быстро съедены бактериями и рыбой, остались только кости, из одежды погибших сохранилось лишь то, что было сделано из кожи.
Помимо разрушений, вызванных окружающей средой, корабль также подвергся разрушениям механического характера, вызванных людьми. В частности, команда фон Трейлебена, поднимая пушки, разобрала большую часть верхней палубы и, предположительно, прихватила с собой две скульптуры (римский воин в носовой части и Септимий Север на левом борту), которые не были найдены после подъёма. В XIX веке на «Вазу», поскольку он находился на территории важного фарватера, сбросили несколько тонн шлака и взрывчатых веществ, что нанесло большой урон кормовому замку. И наконец вышеупомянутая попытка протащить корабль по дну с помощью якорей тоже нанесла ему различный урон.

## Поиски и обнаружение в XX веке
После подъёма пушек водолазы утратили к «Вазе» всяческий интерес. Считалось, что к XX столетию корабль был забыт, пропали и данные о его местоположении, но были в разное время обнаружены документы, показывающие, что власти Швеции знали о точном местоположении корабля по крайней мере до 1830-х годов и что в 1920-х годах на месте затопления проводились курсы подводников. В середине XX века историей «Вазы» в частном порядке занялся 38-летний инженер Андерс Франсен. В то время он был одним из крупнейших в Швеции специалистов по военно-морской истории XVII—XVIII веков с упором на затонувшие корабли. При этом Франсен был уверен, что корабль хорошо сохранился. Этому должны были способствовать специфические условия Балтийского моря: из-за пониженной солёности воды в нём не водятся корабельные черви, в более солёных морях съедающие всё дерево. В течение длительного времени Франсен изучал старые карты и архивные данные, после чего, определив приблизительное положение корабля, начал поиски непосредственно в акватории Стокгольма. В распоряжении Франсена была лодка, якорь-кошка и сконструированный им лот-пробоотборник. В общей сложности исследования заняли более пяти лет, из которых последние два с половиной года ушли на методичное траление гавани Стокгольма. Позднее Франсен вспоминал: 
В основном я поднимал ржавые железные печи, дамские велосипеды, рождественские ёлки и дохлых кошек…

25 августа 1956 года поиски наконец дали результат. Сброшенный на дно лот Франсена воткнулся во что-то твёрдое. Когда лот был поднят, стало видно, что в его трубке застрял кусок почерневшего дуба. Через несколько дней соратник Франсена, водолаз Пер Эдвин Фельтинг спустился на дно в этом месте. На глубине около 32 метров он обнаружил хорошо сохранившийся деревянный борт корабля, на котором имелось два ряда пушечных портов. Таким образом, находка была подтверждена. Об этом событии в стокгольмской газете «Экспрессен» от 13 сентября 1956 года была помещена следующая заметка: 
Найден старый корабль около острова Бекхольмен в центре Стокгольма. Частное лицо занималось исследованиями в течение пяти лет, чтобы найти корабль.

## Обследование корабля и подъём

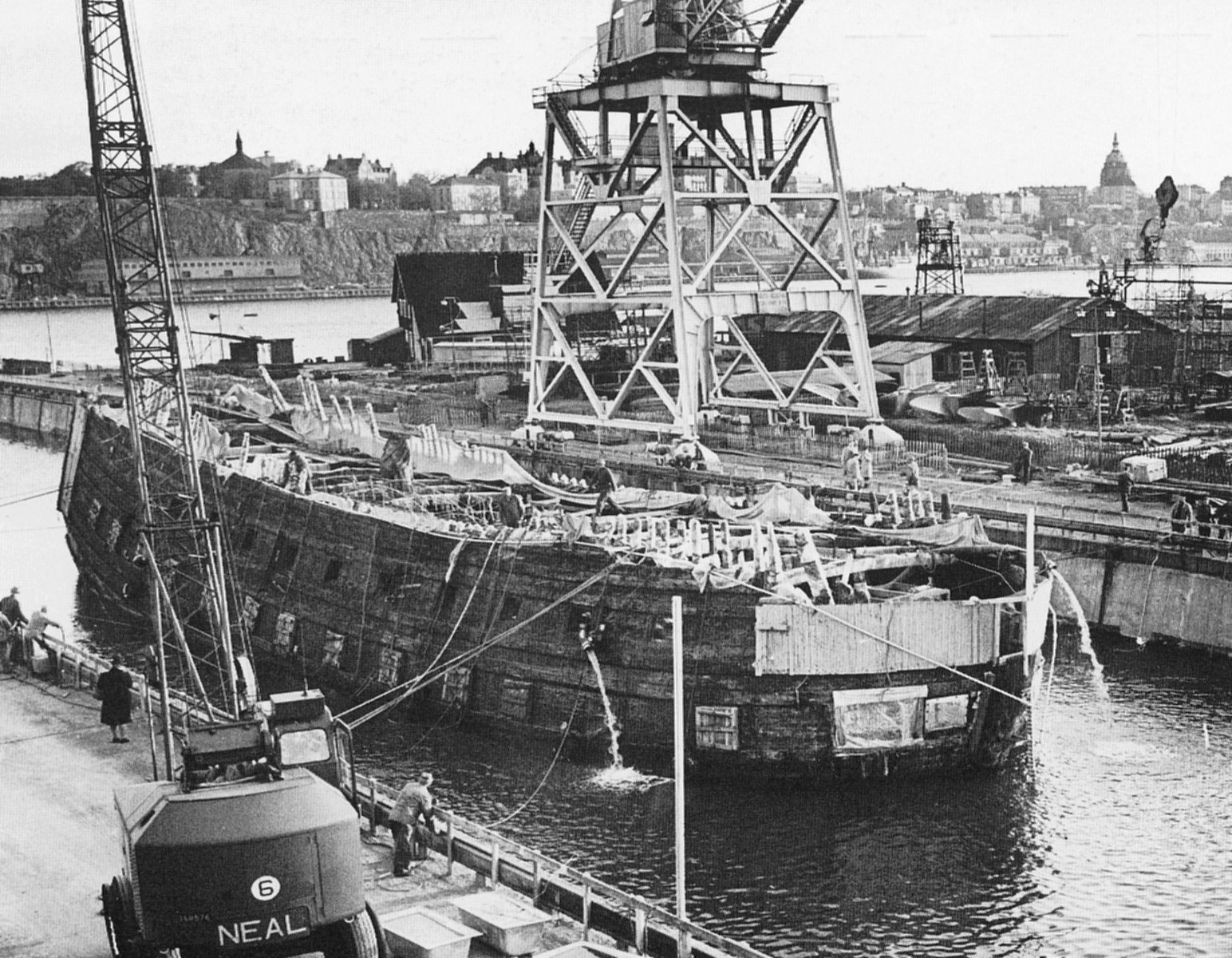
«Ваза» 14 мая 1961 г.

Корабль, пролежавший под водой 333 года, был поднят на поверхность 24 апреля 1961 года. В период с августа по сентябрь 1959 года путём сложных манипуляций была с успехом осуществлена провалившаяся в прошлом попытка протащить корабль по дну — дабы облегчить подъём, остов корабля с помощью 18 подъёмников протащили по дну в более безопасный район Кастеллхолмсвикен, где глубина составляла всего 16 метров. Там в течение полутора лет корабль готовили к подъёму, который начался 8 апреля и завершился 24 апреля. После этого «Вазу» отбуксировали в сухой док Густава V на острове Бекхольмен, где его начали очищать от ила и проводить археологические работы. 16 августа 1990 года вокруг него на острове Юргорден был открыт музей, который сейчас является одним из самых посещаемых стокгольмских музеев. Здание музея, построенного специально под экспозицию корабля, позволяет осмотреть «Вазу» со всех сторон на различных уровнях высоты. В музее «Вазы» есть кинозал, где демонстрируется фильм об истории корабля, проводятся экскурсии с гидом. К 2019 году в музее побывало более 200 млн посетителей.
В период раскопок на корабле были найдены примерно 17 скелетов, из которых 15 были полными, а оставшиеся два только частичными (ещё два скелета — один полный и один неполный, — нашли в 1960 году, когда корабль готовили к подъёму, позже их отдали Шведскому институту по национальному наследию). После того, как останки прошли научное исследование, их похоронили в общей могиле на Галарварвском кладбище 10 августа 1963 года, в 335-ю годовщину гибели «Вазы». В 1990 году останки были эксгумированы для новых исследований и сегодня хранятся в музее «Вазы». Большая часть скелетов принадлежат мужчинам (вероятно, членам экипажа), тогда как примерно два или три скелета принадлежат женщинам (очевидно, из числа родственников экипажа). Ещё один принадлежит маленькому ребёнку (пол определить не удалось, сохранилась лишь кость руки). Возраст большинства мужчин в районе от 20 до 60 лет, возраст женщин — одна подросток, второй примерно 25 лет, возраст ребёнка в районе 8 лет. Анализ ДНК в конечном итоге установил, что большинство скелетов имеют профиль ДНК, который распространён в современной Финляндии, и что ребёнок был в родстве с одним из мужских скелетов. Идентифицировать сами скелеты оказалось невозможно, так как среди найденных личных вещей погибших не сохранилось ничего, что позволило бы это сделать. Однако сотрудники музея «Вазы» всё же пришли к выводу, что один из скелетов принадлежит капитану порта Хансу Ёнссону.

## Галереи Вазы
При реконструкции Вазы выяснилось, что её кормовая часть полностью разрушена. Этот факт привёл к самым большим трудностям при работах по восстановлению Вазы. Тем не менее сохранившихся фрагментов кормы оказалось достаточно для точного воссоздания оригинала. При этом выяснилось, что размер кормовой части Вазы получается больше, чем представлялось в начале сборки. Ваза, как голландский корабль, имел вдоль каждого борта по две галереи, симметрично расположенные перед кормой: верхнюю с одной башней и нижнюю с двумя башнями, причём верхняя галерея расположена сразу над нижней.
Считается, что эти две пары галерей, примыкающие к корме по бортам Вазы, служили данью моде XVI—XVII вв. Эти галереи существенно расширяли помещения кормовой части корабля, в которых располагались каюты капитана и офицеров. На одном из снимков видно[≡], что в бортовой башне галереи имеется внизу сбоку/спереди круглое отверстие, на снимке видимое как чёрный круг. Там размещался офицерский туалет; ночной горшок, который здесь стоял, опустошался за борт юнгой.

Галереи Вазы
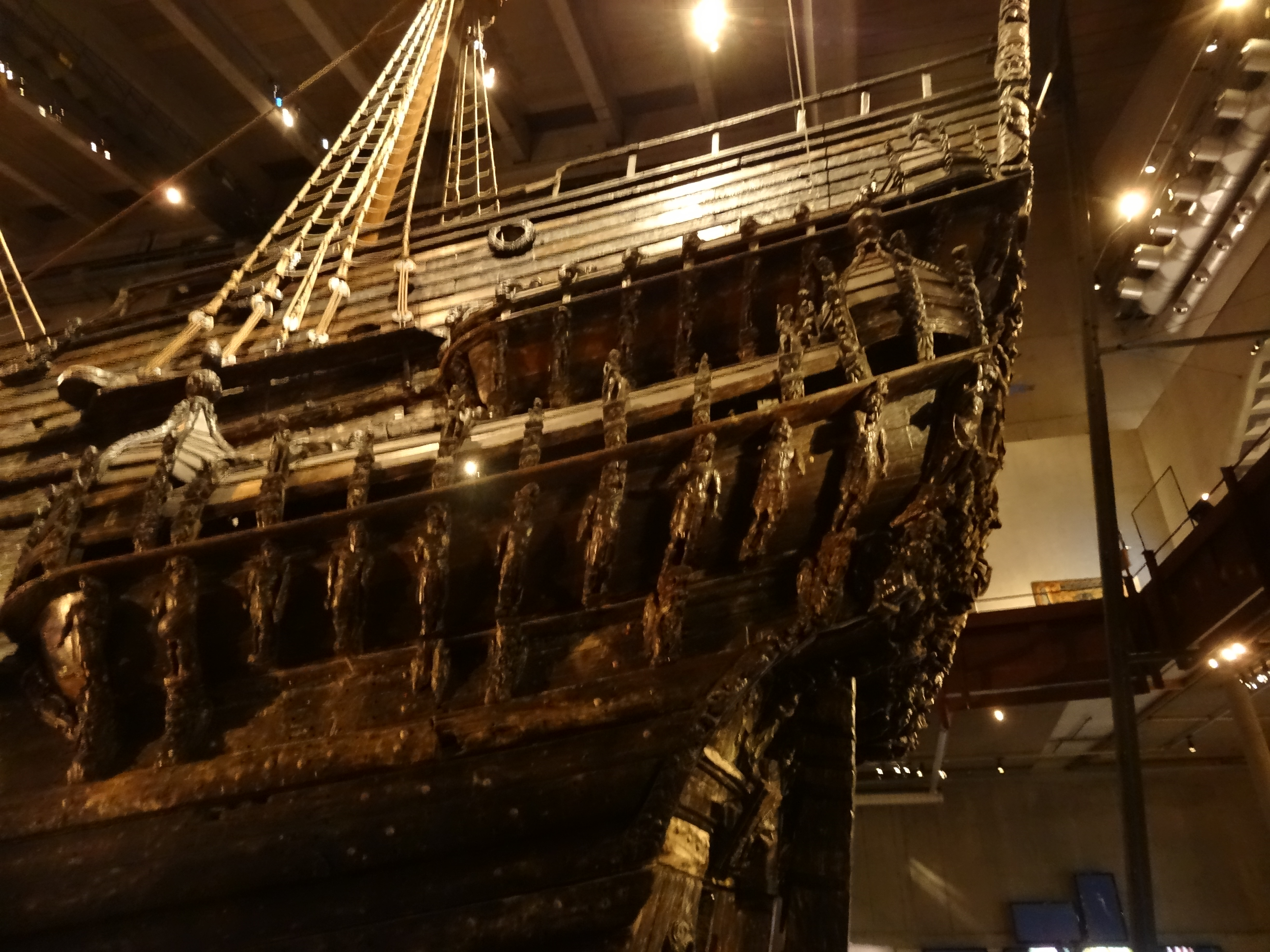
Верхняя (с одной кормовой башней) и нижняя (с двумя башнями, кормовой и бортовой) кормовые галереи левого борта. Вид сбоку снизу
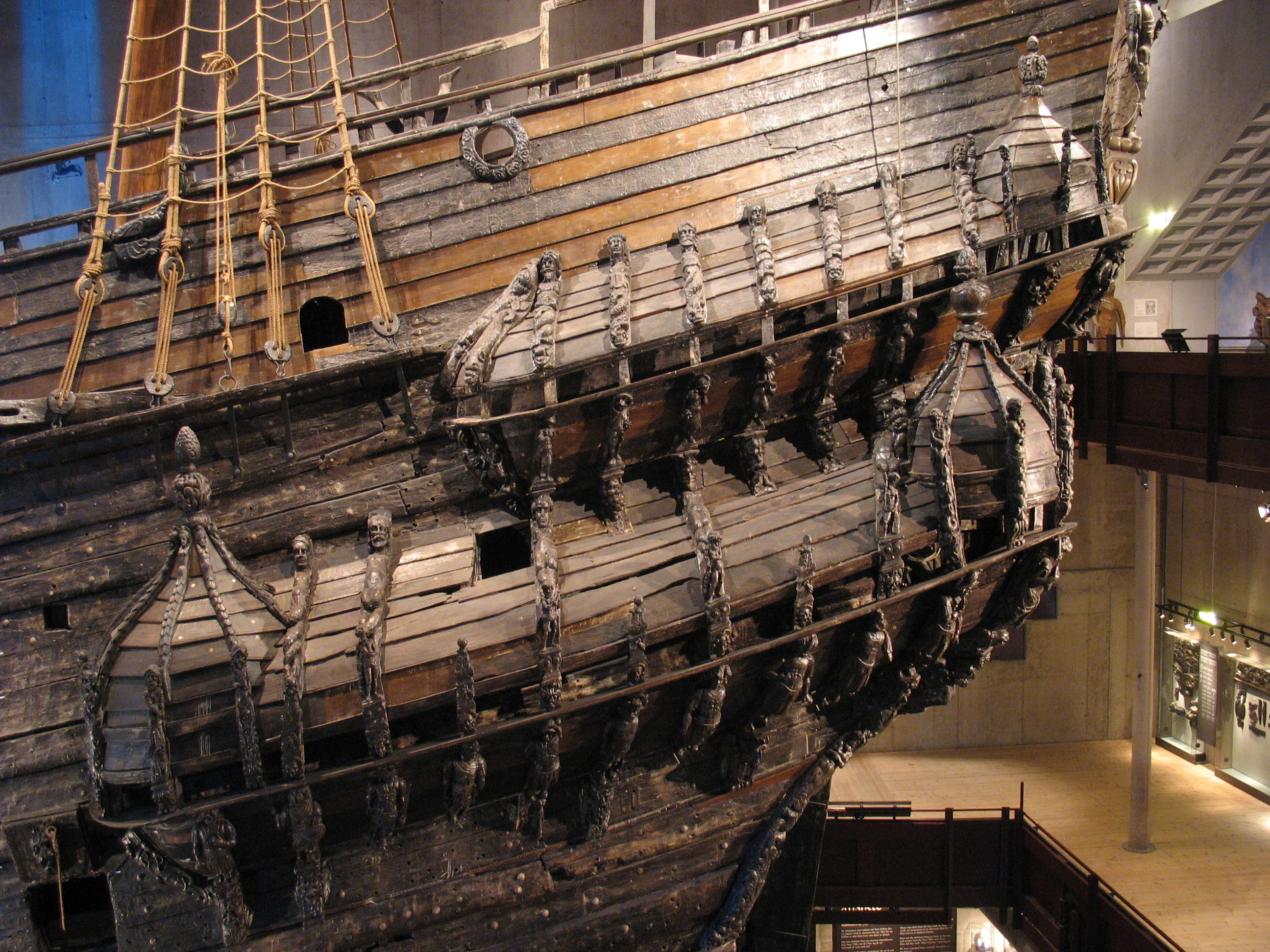
Верхняя (с одной башней) и нижняя (с двумя) галереи левого борта. Вид сбоку
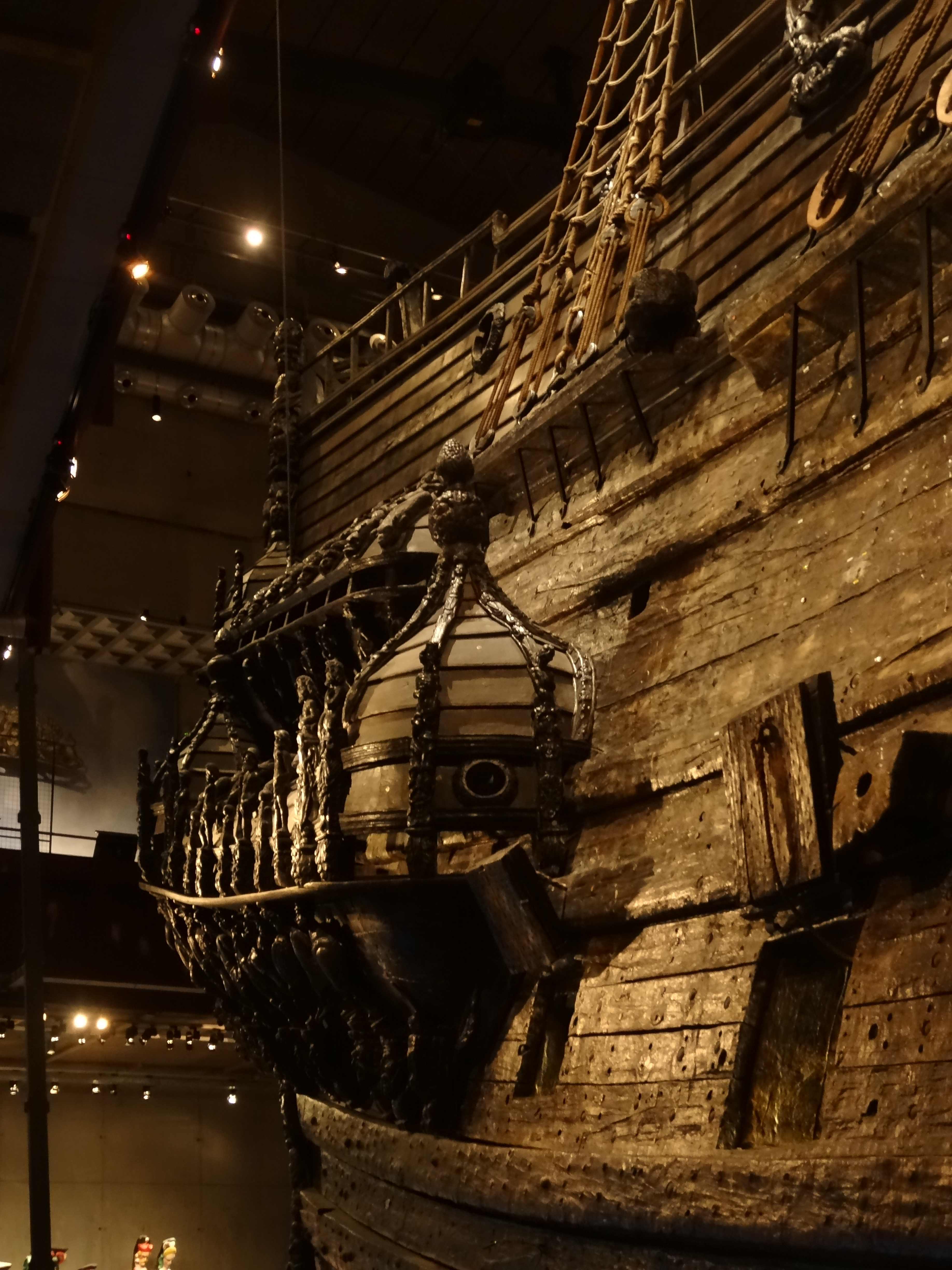
Верхняя (с одной башней) и нижняя (с двумя) галереи правого борта. Вид спереди
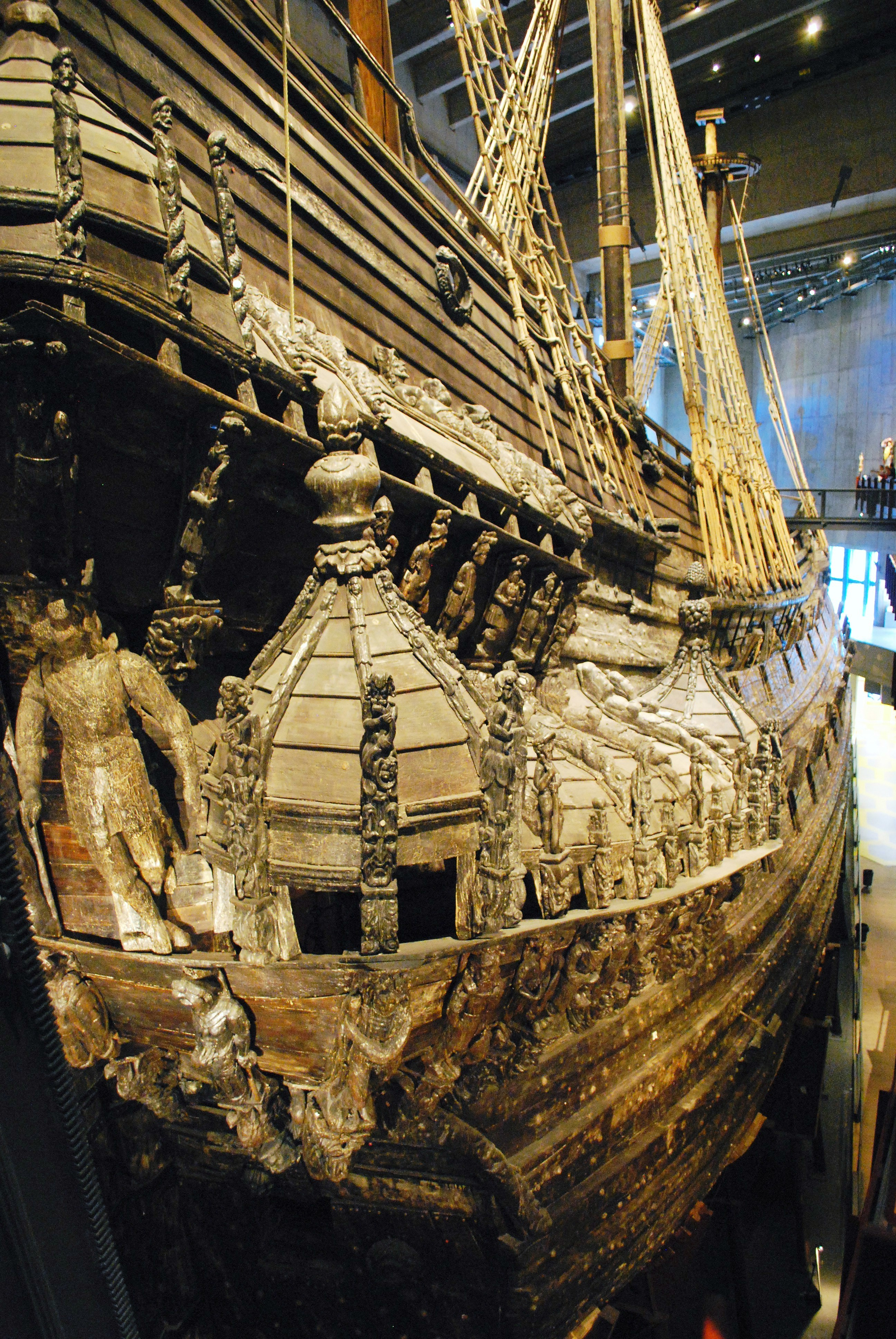
Верхняя и нижняя кормовые галереи правого борта. Вид сзади

## Фотографии

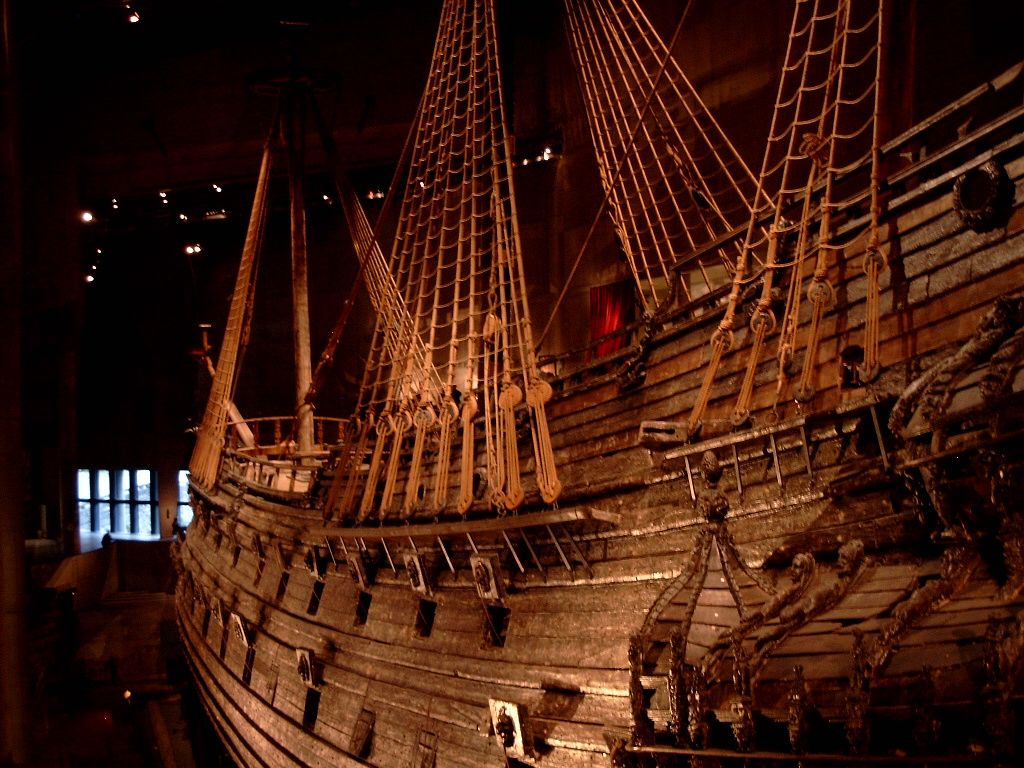
Музей корабля «Ваза», Стокгольм, 2004
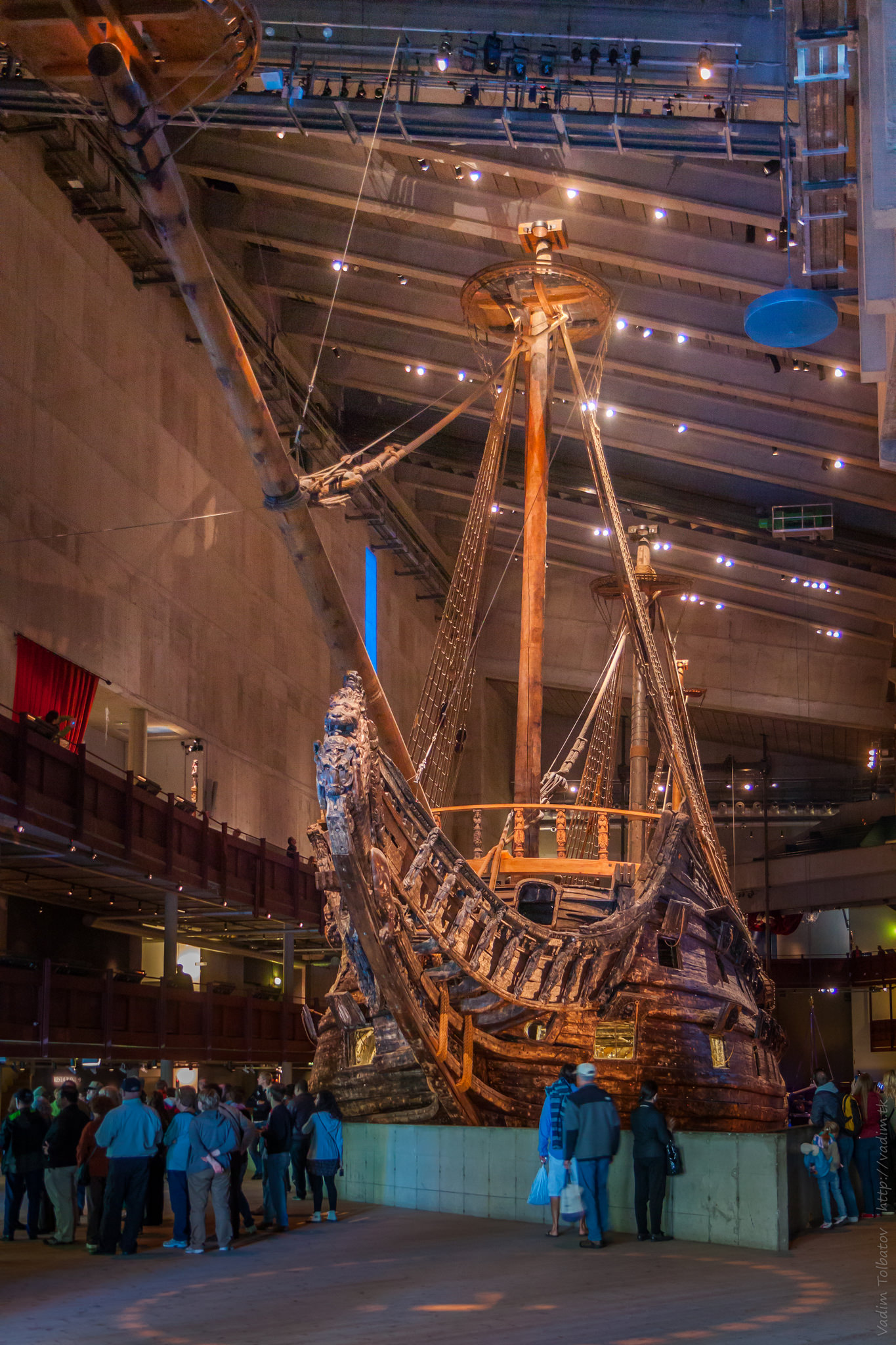
Музей корабля «Ваза», Стокгольм, 2012
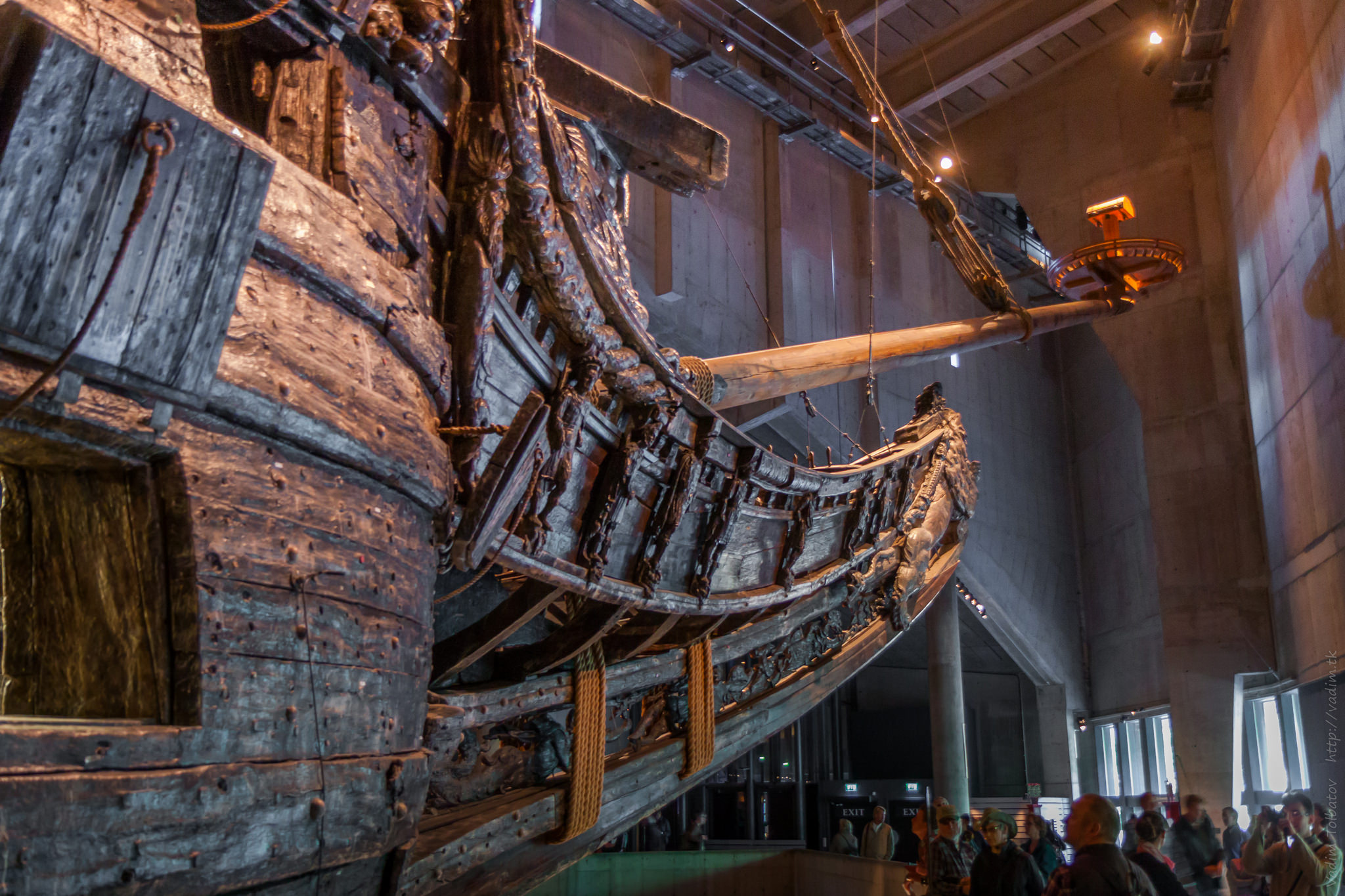
Музей корабля «Ваза», Стокгольм, 2012
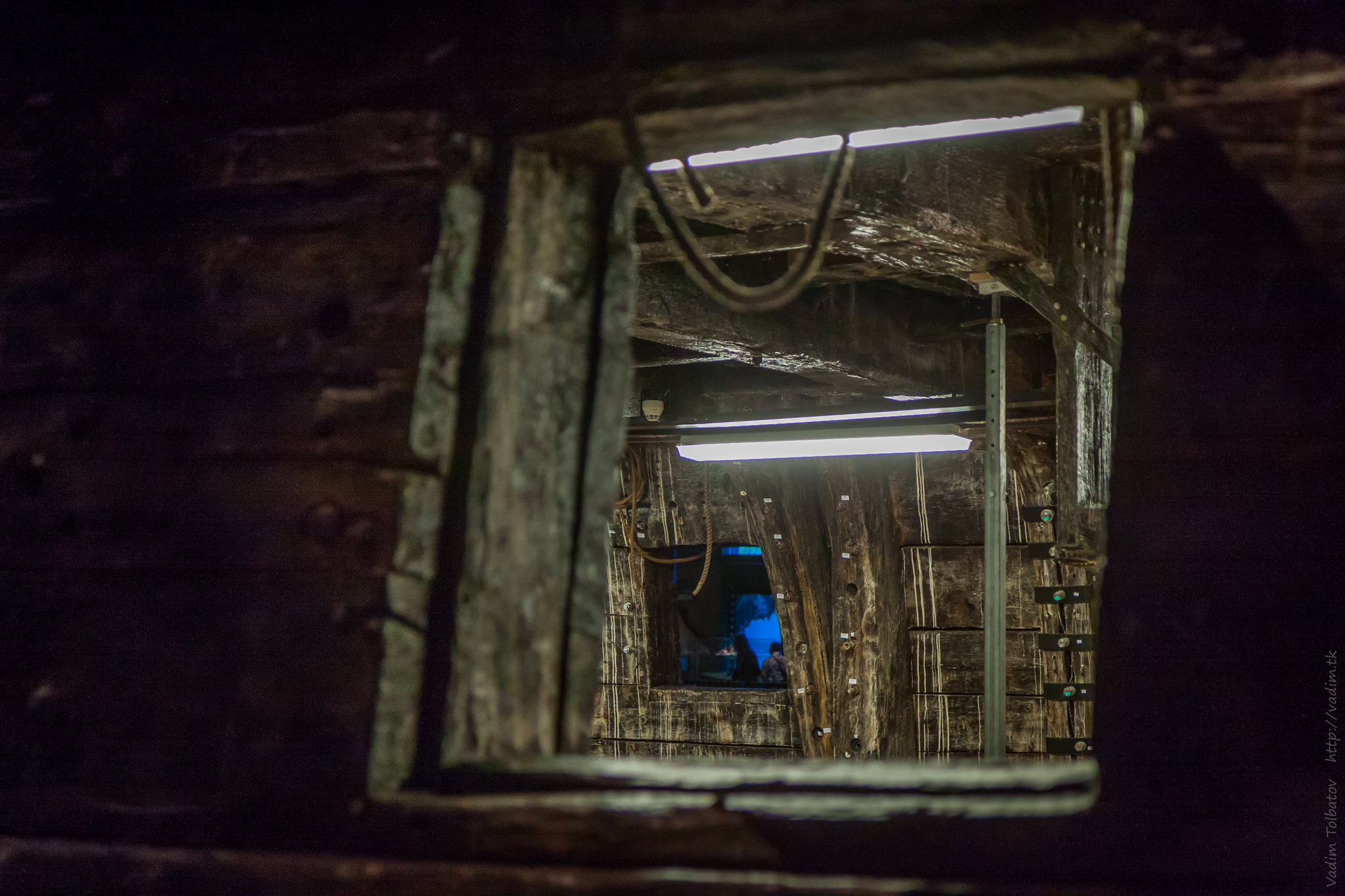
Музей корабля «Ваза», Стокгольм, 2012
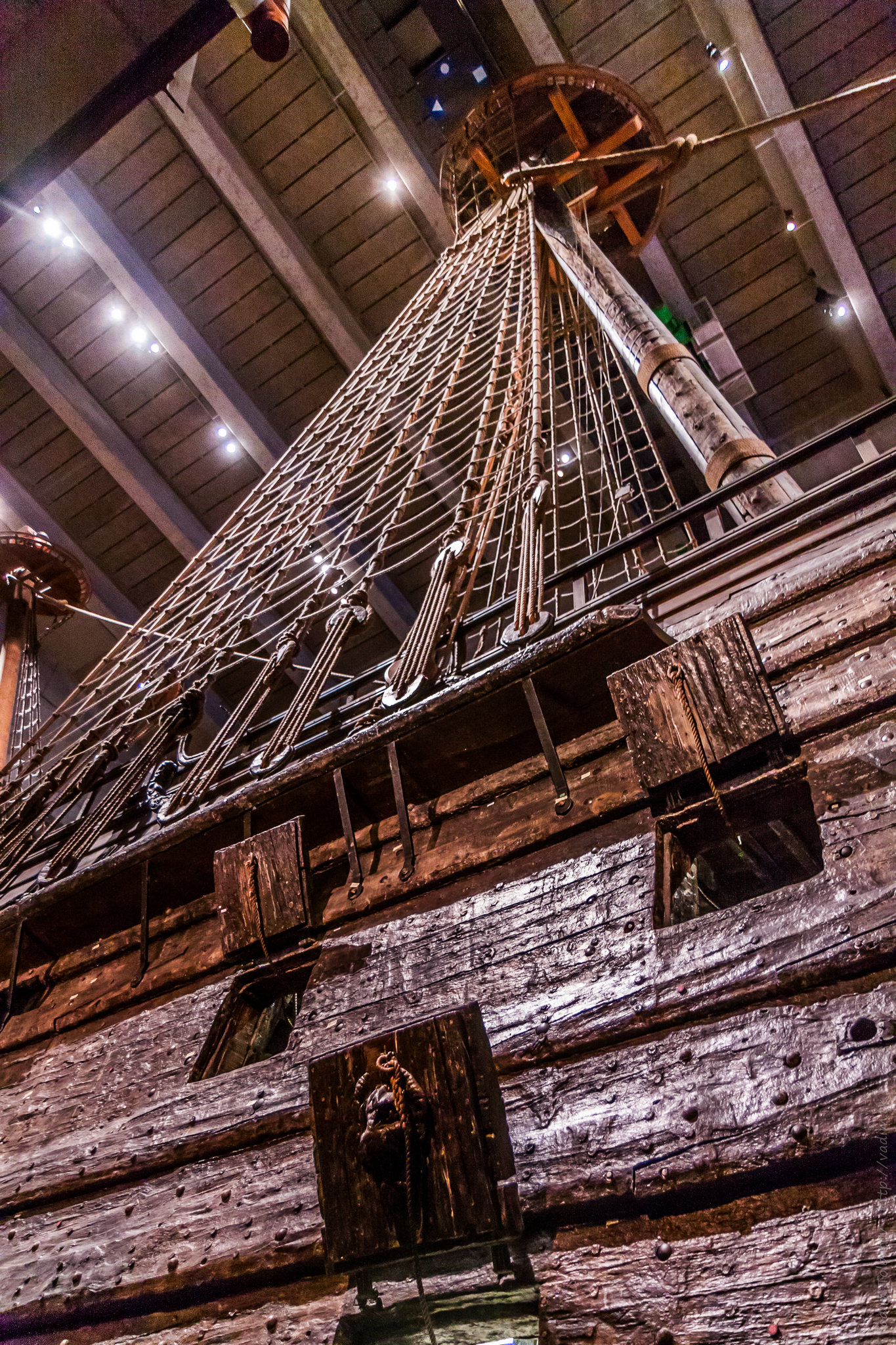
Музей корабля «Ваза», Стокгольм, 2012
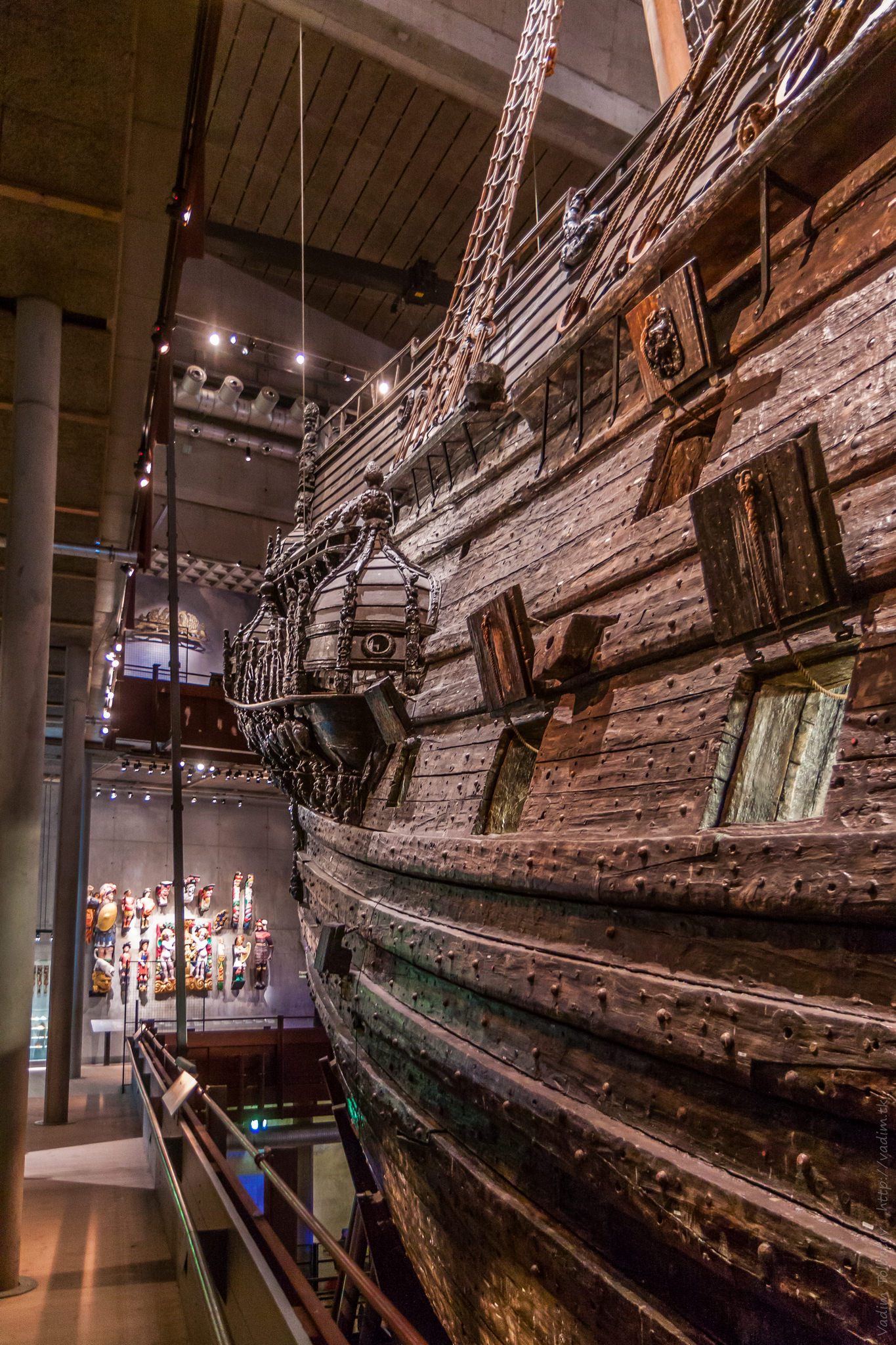
Музей корабля «Ваза», Стокгольм, 2012
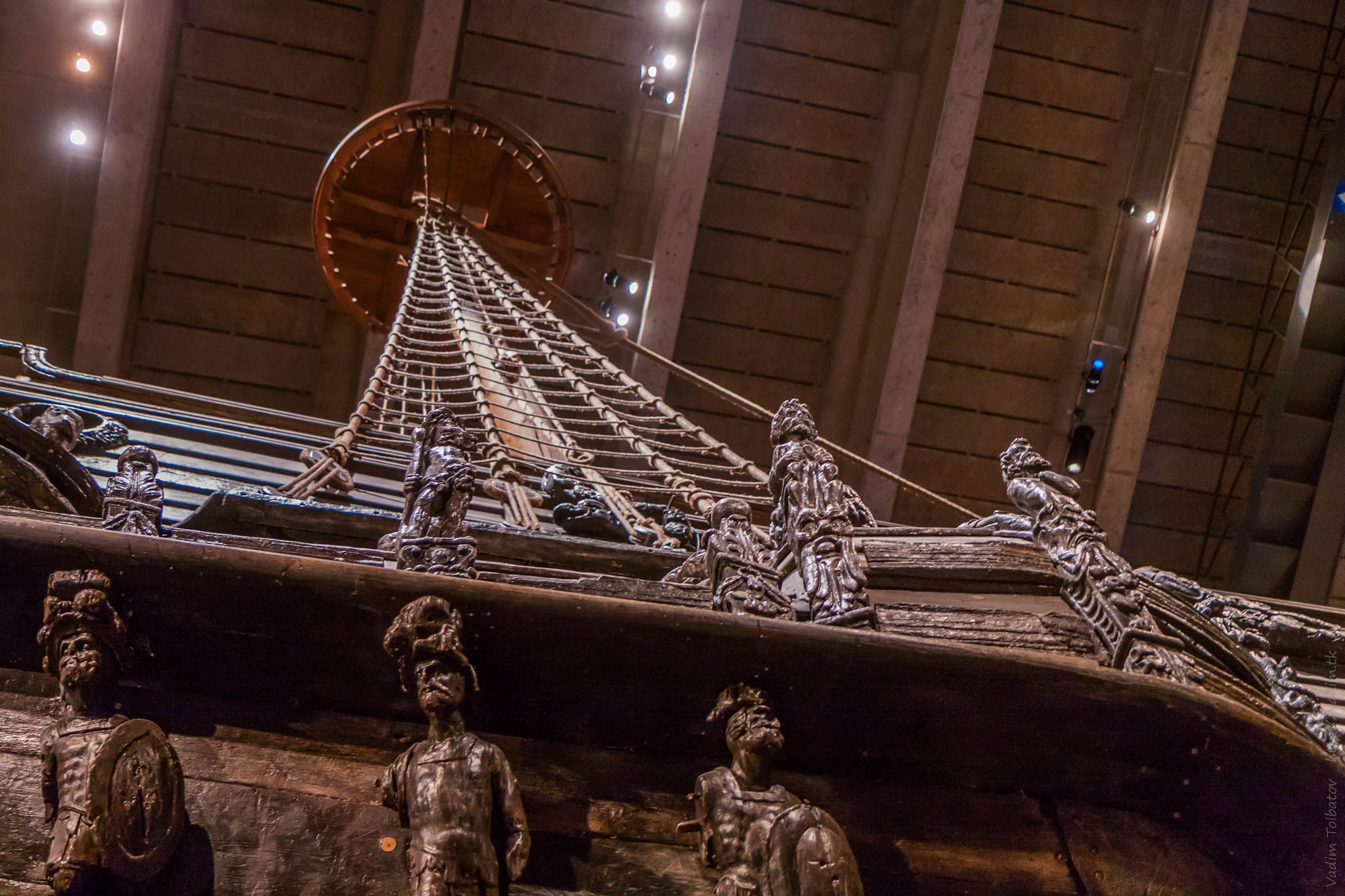
Музей корабля «Ваза», Стокгольм, 2012
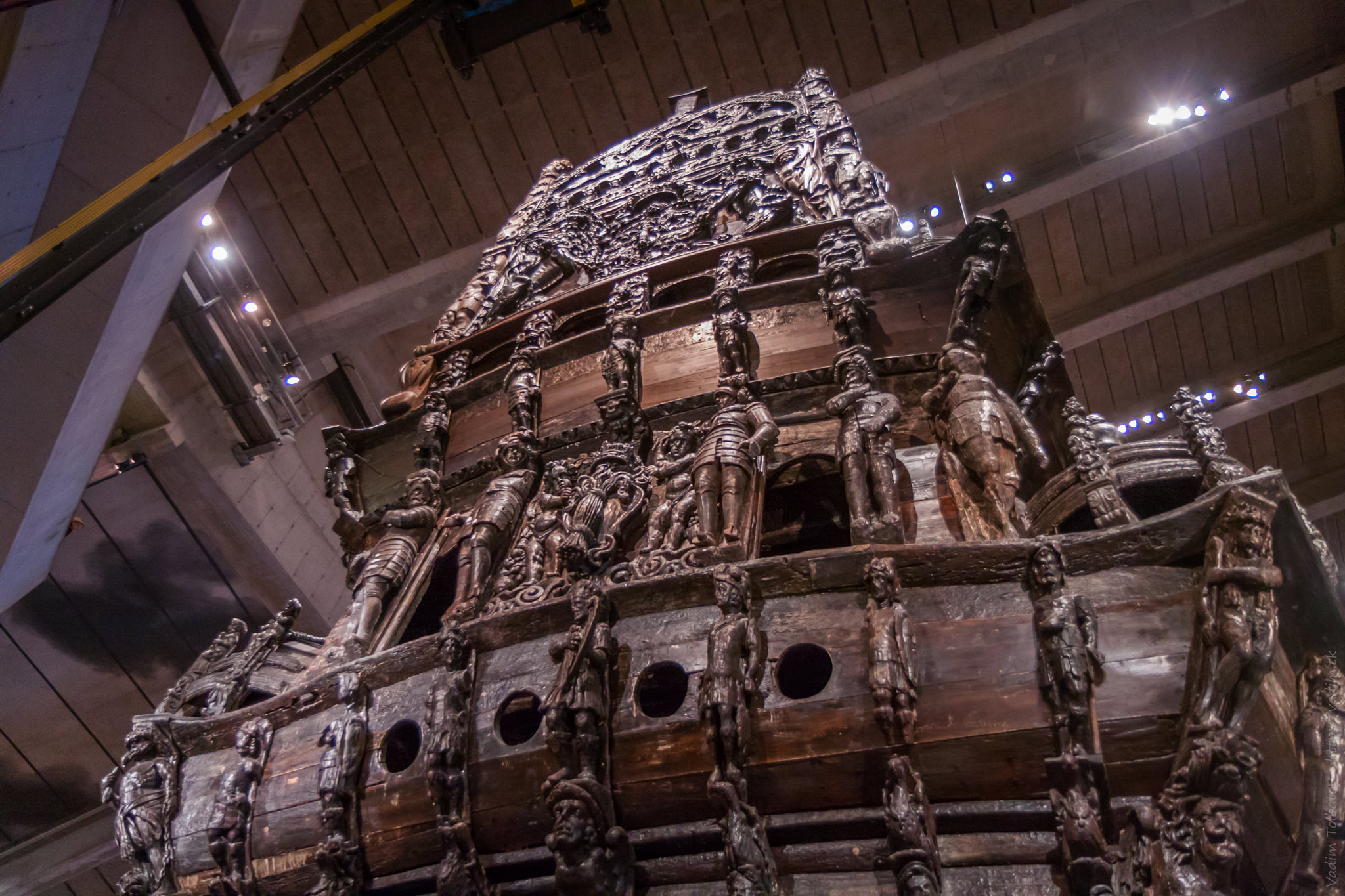
Музей корабля «Ваза», Стокгольм, 2012
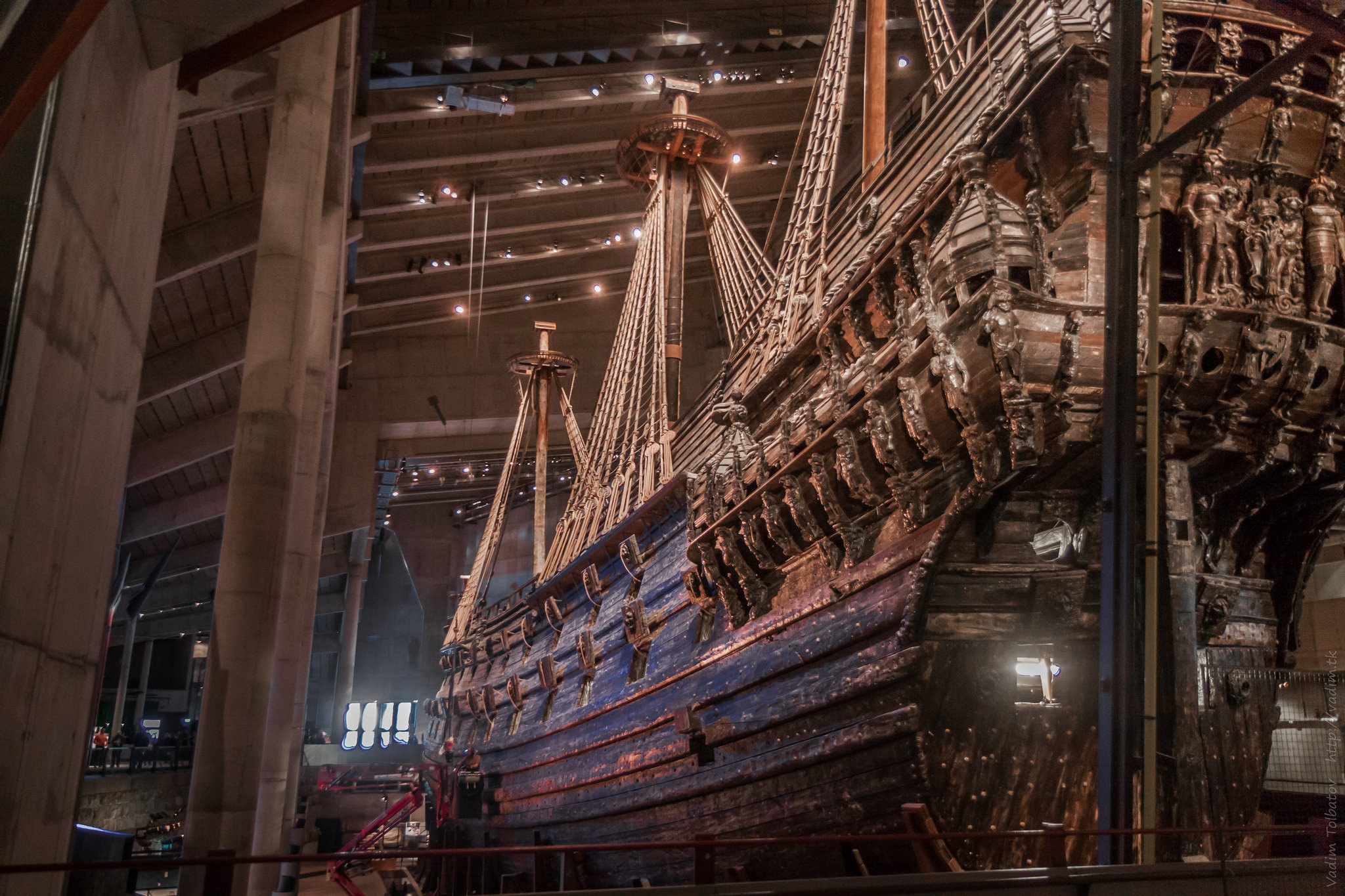
Музей корабля «Ваза», Стокгольм, 2012
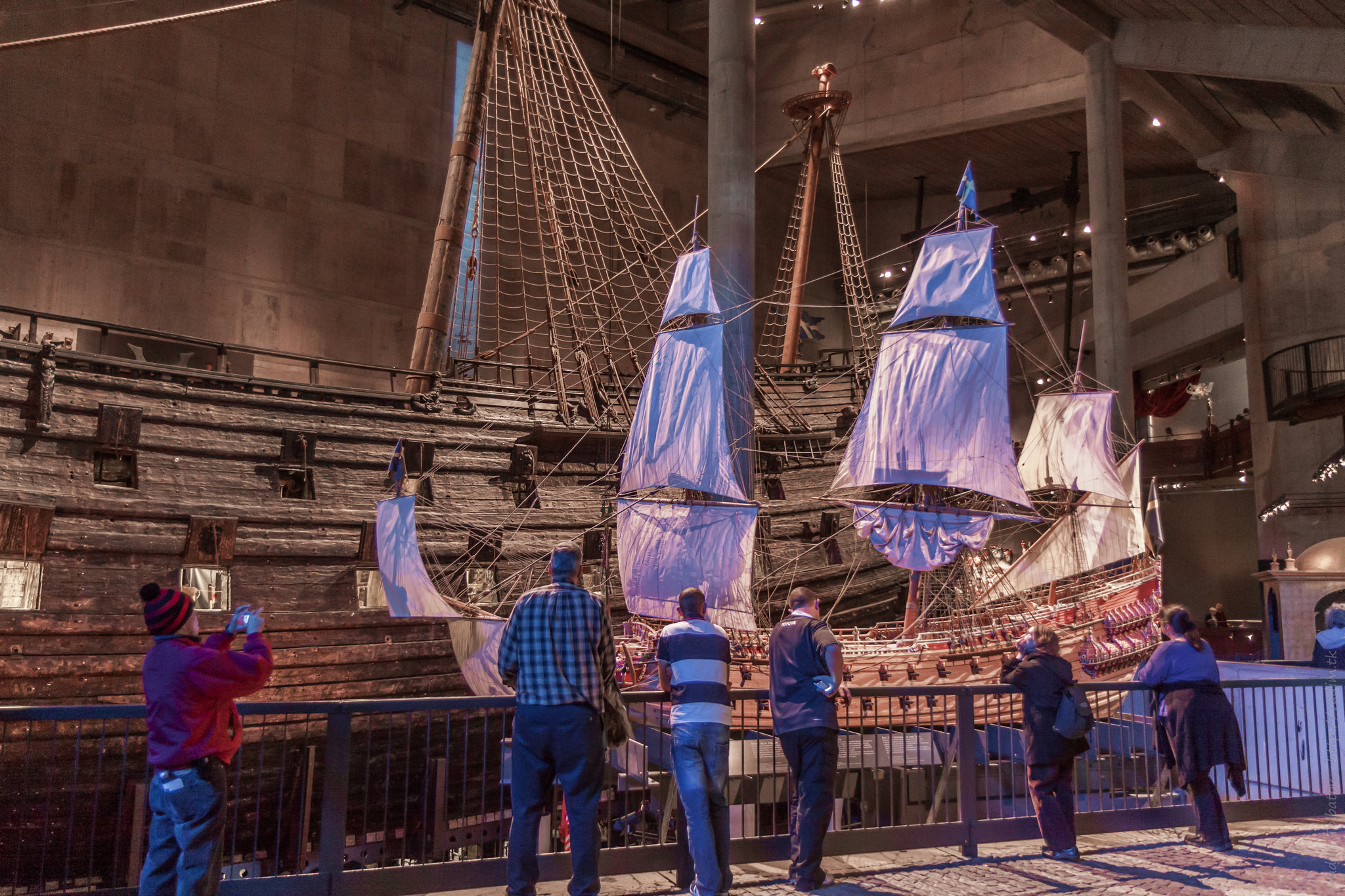
Музей корабля «Ваза», Стокгольм, 2012